# Levi ben Gershon
Levi ben Gershon (auch Levi ben Gerson oder Levi ben Gerschom, lateinisch Leo Hebraeus, Leo de Balneolis, Gersonides oder RaLBaG (ein rabbinisches Akronym für Rabbi Levi Ben Gershon (hebräisch רלב״ג)) genannt, geboren 1288 in Bagnols-sur-Cèze und gestorben vermutlich am 20. April 1344 in Perpignan) war ein jüdischer Mathematiker, Philosoph, Astronom und Talmud-Gelehrter, der in Frankreich lebte.
Über seinen Lebenslauf ist wenig bekannt. Er war Abkömmling einer Familie von Gelehrten, lebte eine Zeit lang in Orange, später in Avignon und Perpignan und hatte Kontakt zu einflussreichen Christen. Obwohl er auch „Rabbi Levi ben Gershon“ genannt wurde, war er niemals als Leiter einer jüdischen Gemeinde tätig. Bereits als junger Mann wurde er in sämtliche Zweige der Philosophie seiner Zeit eingeführt.

## Schriften
Im Alter von kaum 30 Jahren begann er seine Schrift Sefer milhamot Adonai („Kämpfe Gottes“, 1317–1329), sein wichtigstes Werk, das von theologischer Seite einigen Widerspruch erregte und von Kritikern zuweilen als „Milhamot im Adonai“ („Kämpfe mit Gott“) zitiert wurde. 1319 schrieb er Sefer ha-hekkesh ha-yashar („Buch des richtigen Syllogismus“), eine von Averroes (Ibn Ruschd) beeinflusste Abhandlung zu Problemen der aristotelischen Logik. Sein mathematisches Hauptwerk Maaseh Hoshev (Praktische Kunst des Rechners), auch Sefer ha-mispar (Buch der Zahl) genannt, ist in zwei verschiedenen Redaktionen von 1321 und 1322 erhalten. Der erste Teil des zweiteiligen Werks ist eine Sammlung von 68 Theoremen und Beweisen zur Arithmetik, Algebra und Kombinatorik; der zweite Teil behandelt die Grundrechenarten, Quadrat- und Kubikwurzelziehung, Verhältnisse und Proportionen, und fügt eine umfangreiche Sammlung vermischter Probleme an.
Einen als Einführung in die Trigonometrie gedachten Auszug aus den astronomischen Kapiteln des Milhamot Adonai widmete er 1342 in einer lateinischen Übersetzung von Petrus de Alexandria unter dem Titel De sinibus, chordis et arcubus (Von den Kreisbögen, Kreisschnitten und Bögen) Papst Clemens VI. Dieses Werk enthielt nicht nur Sinustafeln mit bis zu fünf Stellen Genauigkeit, sondern auch eine neuartige Ableitung des Sinustheorems, außerdem die aus Milhamot Adonai übernommenen Behandlungen der Camera obscura und des Jakobsstabes (eines Gerätes zur Messung des Winkelabstandes von Gestirnen, das in der Folgezeit zu einem wichtigen Navigationsinstrument der europäischen Seefahrt wurde).
1343, ein Jahr vor seinem Tod, verfasste er auf Veranlassung von Philip von Vitry, des Bischofs von Meaux, den nur lateinisch erhaltenen musiktheoretischen Traktat De numeris harmonicis. Erhalten sind außerdem Glossen zu den ersten fünf Büchern der Elemente Euklids und eine Schrift Hibbur hokhmat ha-tishboret (Über die Wissenschaft der Geometrie) mit einer Beweisführung zum fünften Postulat (Parallelenpostulat) Euklids, ferner als astrologische Schrift ein Prognostikon über die Konjunktion des Jahres 1345.
Levi ben Gershon war auch Exeget der Bibel, der die historisch-wörtliche Erklärung mit moralischen Nutzanwendungen (to'aliyot) des Bibeltextes verband. Sein exegetisches Werk umfasst Kommentare zum Pentateuch, zu Büchern der Propheten (Perush al nevi'im rishonim) und zu den meisten Büchern der Hagiographen (Buch der Sprichwörter, Hiob, Hohelied, Ruth, Prediger, Esther, Daniel), von denen sein Kommentar zum Buch Hiob eines der ersten in hebräischer Sprache und Schrift gedruckten Bücher war (1477 in Ferrara) und 1543/44 in Venedig auch in einer gereimten Kurzfassung von Zerah Barfat gedruckt wurde.
Außer diesen wissenschaftlichen und exegetischen Schriften hat Levi ben Gershon auch liturgische Gedichte (pizmonim) und Gebete (viddui) hinterlassen, außerdem zwei astronomische Gedichte – eines davon über den Jakobsstab – und zwei Purim-Parodien, unter letzteren auch ein Buch „über die Flasche des Propheten“ (Sefer ha-baqbuq ha-navi), in dem man eine Inspirationsquelle für das Figurengedicht auf die Weinflasche im postumen Cinquième libre von Rabelais (Edition von 1564) vermutet hat.

## Philosophie
Levi ben Gershon – obwohl kein Rabbi – wurde mehrfach in Fragen der Halacha um Rat angegangen. In seinen philosophischen Schriften betonte er die Nutzanwendung seiner Ansichten.
Er war Aristoteliker und stark von Ibn Ruschd beeinflusst; neuplatonische Argumente finden sich bei ihm nicht. Andererseits war er immer ein unabhängiger Denker. Als einziger der jüdischen Peripatetiker wagte er es, das aristotelische System insgesamt zu verteidigen (auch wenn es der einen oder anderen Doktrin der jüdischen Theologie widersprach). Er scheute sich aber auch nicht, eine von Aristoteles (bzw. Ibn Ruschd) abweichende Meinung klar auszusprechen.
Sein zentrales Thema war eine Synthese von biblischen (talmudischen) und philosophischen (aristotelischen) Lehrmeinungen. In diesem Sinne behandelt sein Hauptwerk Sefer milhamot Adonai in sechs Abteilungen naturphilosophische Probleme, die von seinen Vorgängern (besonders Maimonides) nur unzureichend abgehandelt worden waren. Dies waren insbesondere das Wesen der Materie, die Unsterblichkeit der Seele, Prophetie und Träume, die Allwissenheit Gottes und die göttliche Vorsehung, sowie die himmlischen Sphären und die Natur der Gestirne.
Aus Levis Sicht ist Gott das oberste Denken und gleichzeitig das höchste Formprinzip des Seins. Gott habe die Welt zwar erschaffen, dies jedoch aus einer ewigen und daher unerschaffbaren Materie. Für ihn war Gottes Wissen nicht allumfassend, sondern beschränkt auf die Gesetzmäßigkeiten im Kosmos. In diesem Sinne genügt Gottes Wirken als Schöpfer, eine gegenwärtige Einwirkung Gottes auf die Welt verneinte er. Den „aktiven“ Teil der Seele hielt er für unsterblich.
Er entwickelte eine astronomische Theorie, die erhebliche Abweichungen vom überkommenen Weltbild des Ptolemäus enthielt. Seine Ansichten – dargestellt im fünften Abschnitt des Sefer milhamot Adonai – untermauerte er durch eigene Beobachtungen, die er bis etwa 1340 fortsetzte.

## Rezeption
Giovanni Pico della Mirandola zitierte Levis astronomischen Schriften mehrfach in den Disputationes in Astrologiam; noch Johannes Kepler gab sich alle Mühe, ein Exemplar des für Clemens VI. ins Lateinische übersetzten astronomisch-mathematischen Teils zu bekommen.
Levi ben Gershon gilt neben Saadia Gaon, Abraham ibn Daud und Maimonides als der bedeutendste mittelalterliche Philosoph des Judentums. Er wurde oft wegen seiner Ausdrucksweise und seiner unkonventionellen Ideen kritisiert (ja sogar als Häretiker denunziert, wie es auch Maimonides geschah). Er hat das philosophische Denken bis ins 19. Jahrhundert beeinflusst.
Der Mondkrater Rabbi Levi ist nach ihm benannt.

## Ausgaben und Übersetzungen
- Michela Andreatta (Hrsg.): Gersonide: Commento al Cantico dei Cantici nella traduzione ebraico-latina di Flavio Mitridate (= Studi Pichiani, Band 14). Olschki, Firenze 2009, ISBN 978-88-222-5905-9 (kritische Edition)
- Bernard R. Goldstein (Hrsg.): The Astronomy of Levi Ben Gerson (1288-1344). A critical edition of chapters 1-20 with translation and commentary. Springer, 1985.
- Gerson Lange (Hrsg.): Die Praxis des Rechners. Ein hebräisch-arithmetisches Werk des Levi Ben Gerschom aus dem Jahre 1321. Golde, Frankfurt am Main 1909 (hebräischer Text mit deutscher Übersetzung von Maaseh Hoshev)
- Charles H. Manequin (Übersetzer): The logic of Gersonides. A Translation of Sefer ha-Heqqesh ha-Yashar (The Book of the Correct Syllogism). Kluwer, Dordrecht 1989